# Tauriac, Tarn
Tauriac är en kommun i departementet Tarn i regionen Occitanien i södra Frankrike. Kommunen ligger i kantonen Salvagnac som tillhör arrondissementet Albi. År 2022 hade Tauriac 396 invånare.

## Befolkningsutveckling
Antalet invånare i kommunen Tauriac
| Referens: INSEE |